# Verneuil-sous-Coucy
Verneuil-sous-Coucy är en kommun i departementet Aisne i regionen Hauts-de-France i norra Frankrike. Kommunen ligger  i kantonen Coucy-le-Château-Auffrique som ligger i arrondissementet Laon. År 2022 hade Verneuil-sous-Coucy 136 invånare.

## Befolkningsutveckling
Antalet invånare i kommunen Verneuil-sous-Coucy
Referens: INSEE